# Góra Madejowa
Góra Madejowa (805 m) – szczyt w miejscowości Podwilk w województwie małopolskim, w powiecie nowotarskim, w gminie Jabłonka. Północne i wschodnie stoki opadają do doliny potoku Bębeńskiego, południowe do doliny Czarnej Orawy, południowo-zachodnie do jej dopływu. Obecnie Madejowa jest w większości porośnięta lasem, na lotniczej mapie Geoportalu widać jednak na jej stokach duże trawiaste i zarastające lasem polany. To pozostałości dawnych pól uprawnych i pastwisk, których obecnie zaniechano już użytkować rolniczo z powodu nieopłacalności ekonomicznej.
Góra Madejowa znajduje się w zlewisku Morza Czarnego. Nie prowadzi przez nią żaden znakowany szlak turystyczny, natomiast u jej podnóży, w dolinie Bębeńskiego Potoku znajduje się baza namiotowa w Podwilku.
W regionalizacji fizycznogeograficznej Polski według Jerzego Kondrackiego Madejowa znajduje się w Beskidzie Orawsko-Podhalańskim, w nowszej regionalizacji z 2018 roku na Pogórzu Orawsko-Jordanowskim.